# Maurizio Seracini

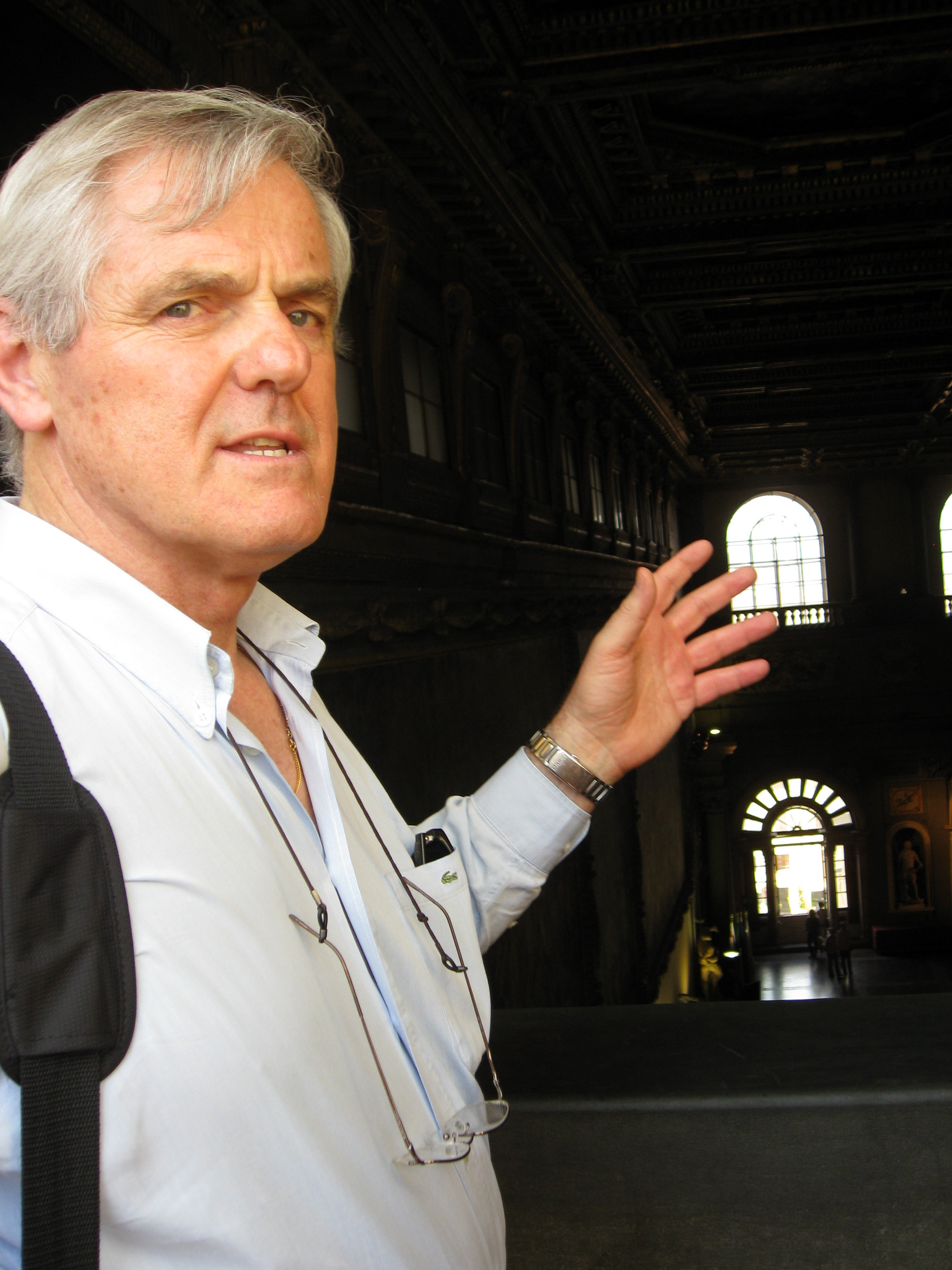
Maurizio Seracini, 2009
im Palazzo Vecchio, Florenz

Maurizio Seracini (* 1946) ist ein italienischer Ingenieur und Messtechniker. Sein Spezialgebiet ist die Untersuchung von Kunstwerken, vor allem von Gemälden, mit den modernsten Technologien aus der Medizin- und Militärtechnik. Aufsehen erregte er mit der Behauptung, Leonardo da Vincis verlorengegangenes Originalgemälde der Schlacht von Anghiari befinde sich noch hinter der Mauer eines Vasari-Freskos im Palazzo Vecchio in Florenz.

## Biographie
Maurizio Seracini studierte bis 1973 an der Universität von Kalifornien, San Diego Ingenieurwissenschaft (Applied Mechanics and Engineering Sciences) und danach in einem Zweitstudium Elektrotechnik bis 1976 in Padua. 1977 gründete er «Editech», das erste italienische Labor zur Untersuchung von Kulturgütern mittels opto-elektronischer und anderer Messgeräte. Mit Hilfe der Infrarot-Reflektographie hat er inzwischen über 2500 Kunstwerke untersucht.
Seracini hat als Gastprofessor u. a. an der Universität Reggio Calabria und der Universität Venedig unterrichtet. Er ist Direktor des Center of Interdisciplinary Science for Art, Architecture and Archaeology an der University of California, San Diego.
Seit 1975 versucht Seracini mit immer besseren Messgeräten in der nunmehr dritten Erkundung den Nachweis der Existenz von Leonardos Gemälde der Schlacht von Anghiari im Palazzo Vecchio zu erbringen. Unter den vielen mittlerweile ermittelten Indizien deutet Seracini Vasaris Schriftzug „Cerca trova“ (Wer sucht, der findet) auf einer grünen Fahne der Florentiner, die von unten aus nicht mit bloßem Auge sichtbar ist, als Hinweis auf das „versteckte Gemälde“. Auch bei dem gesuchten Gemäldeausschnitt Leonardos zur Anghiari-Schlacht geht es um eine Fahne, die erobert werden soll. Berühmt wurde es in der Renaissance als das erste Gemälde, das die Bewegung als solche auf eine gelungene Weise eingefangen habe. Im Oktober 2010 gab ihm Matteo Renzi (PD), der neugewählte Bürgermeister von Florenz, die Erlaubnis zur weiteren Untersuchung. Als vorläufigen Termin zur Bekanntgabe seiner Forschungen wurde damals Oktober 2011 genannt.
Die Bohrungen, die unter Fachleuten kontrovers diskutiert wurden, sind nach einigen ergebnislosen Versuchen im September 2012 eingestellt worden.

## Filmographie
- Der verlorene Da Vinci. Dokumentarfilm, Großbritannien 2006, 85 Min., Regie: Nigel Levy, Produktion: arte, Erstsendung: 18. November 2006, Inhaltsangabe mit Trailer
- The lost Leonardo. Dokumentation, USA, Italien, 2008, 12:47 Min., Produktion: CBS, 60 Minutes, Morley Safer über Maurizio Seracinis Arbeit am Anghiari-Gemälde, Inhaltsangabe von CISA3 und Video (englisch)
- Das Geheimnis um einen verschollenen Da Vinci. Fernsehbeitrag, 5:13 Min., Regie: Joachim Gaertner, Produktion: BR, Erstsendung: 12. Oktober 2008, Inhaltsangabe (Memento vom 25. Oktober 2008 im Internet Archive) des BR, Video-Kurzfassung (Memento vom 17. Oktober 2008 im Internet Archive) (2:30 Min.)
- Alla ricoperta dell'Adorazione dei Magi di Leonardo da Vinci. (Zur Übermalung der Anbetung der Könige von Leonardo da Vinci.) Fernseh-Feature, 23:12 Min., Buch und Regie: Antonio Natali und Maurizio Seracini, Produktion: Florence TV, Video, (englisch mit italienischen Inserts)

## Einzelbelege
1. ↑  Dr. Maurizio Seracini Stage, Institute for Molecular Engineering (IME), Chicago,  abgerufen am 16. Mai 2019
2. ↑  Foto von Vasari-Gemälde: „The Da Vinci Detective“ (Memento vom 6. Februar 2009 im Internet Archive), People, 2. Juli 2007 und Artikel
3. ↑  Olivier Cabanel: „Veni, Vedi... Vinci ?“ agoravox.fr, 24. November 2009
4. ↑  Frank Fehrenbach: Much ado about nothing. Leonardo's Fight for the Standard. In: Philine Helas (Hrsg.): Bild-Geschichte. Festschrift für Horst Bredekamp. Berlin: Akademie-Verlag 2007. S. 397–412. ISBN 978-3-05-004261-9 (online)
5. ↑  The ‘Battle of Anghiari’: Is Leonardo’s Lost Masterpiece Closer Than We Think? Italy Magazine, abgerufen am 16. Mai 2019

| Personendaten    | Personendaten                                   |
| ---------------- | ----------------------------------------------- |
| NAME             | Seracini, Maurizio                              |
| KURZBESCHREIBUNG | italienischer Messtechniker und Kunsthistoriker |
| GEBURTSDATUM     | 1946                                            |